# Saint-Saturnin, Marne
Saint-Saturnin  là một xã thuộc tỉnh Marne trong vùng Grand Est đông nam nước Pháp. Xã này nằm ở khu vực có độ cao trung bình 92 mét trên mực nước biển.